# Chisocheton mendozae
Chisocheton mendozae är en tvåhjärtbladig växtart som beskrevs av F. H. Hildebr. apud van Steenis. Chisocheton mendozae ingår i släktet Chisocheton och familjen Meliaceae. Inga underarter finns listade i Catalogue of Life.